# Lee Terry
Lee Raymond Terry (Omaha, 29 gennaio 1962) è un politico statunitense, membro della Camera dei Rappresentanti per lo stato del Nebraska dal 1999 al 2015.

## Biografia
Nato a Omaha, Terry si laureò in legge ed esercitò brevemente la professione di avvocato prima di entrare in politica con il Partito Repubblicano. Negli anni novanta fu membro del consiglio comunale di Omaha.
Nel 1998 il deputato Jon Lynn Christensen decise di non chiedere la rielezione alla Camera dei Rappresentanti per candidarsi a governatore del Nebraska e Terry concorse alle elezioni per il seggio lasciato vacante, riuscendo a vincere. Dopo questa elezione, Terry venne sempre riconfermato con alte percentuali, finché nel 2015 venne sconfitto dal democratico Brad Ashford e fu costretto a lasciare il Congresso dopo sedici anni.